# Тачки 4
«Тачки 4» (англ. Cars 4) — предстоящий американский компьютерно-анимационный спортивный комедийный фильм, снимаемый студией Pixar Animation Studios для кинокомпании Walt Disney Pictures. Это продолжение мультфильма «Тачки 3» и четвёртый мультфильм во франшизе «Тачки».

## Производство

### Разработка
Что касается возможного выхода «Тачек 4», продюсеры «Тачек 3» Кевин Реэр и Андреа Уоррен в разговоре с CinemaBlend заявили: «Если есть хорошая история, которую можно рассказать, я имею в виду, что после того, как мы закончили работу над этим фильмом, мы ломаем голову: „О боже“, что можно сделать с дальнейшими приключениями? Но как и любое продолжение, от „Истории игрушек 4“ до „Суперсемейки 2“, если есть хорошая история, то стоит вложить деньги, мы любим этих персонажей, мы любим их так же сильно, как и публика». Что касается того, какой персонаж будет главным героем мультфильма, Реэр и Уоррен заявили, что «если Круз станет прорывным персонажем, как Мэтр, то она будет задействована в четвёртой части». Оуэн Уилсон заявил на пресс-конференции «Тачек 3», что обсуждались возможные сюжеты для «Тачек 4», хотя лично он хотел бы, чтобы четвёртый фильм «Тачек» был посвящён жанру триллера, как «Тачки 2». В интервью Screen Rant Лиа Делария выразила заинтересованность в повторном исполнении роли Мисс Крошки, рекламируя выход короткометражного мультфильма «Гоночная школа мисс Крошки» на DVD и Blu-ray совместно с «Тачками 3».
В декабре 2023 года стало известно, что Pixar работает над «Тачками 4» и другими спин-оффами, связанными с франшизой. Во время недавнего интервью на мероприятии Porsche Rennsport Reunion Event 2023 года креативный директор франшизы Джей Уорд рассказал, что они разрабатывают новый проект, связанный с франшизой: «Есть ещё больше „Тачек“, я пока не могу сказать больше. У „Тачек“ есть жизнь, которая будет продолжаться. Я сейчас работаю над некоторыми действительно забавными проектами, которые вы увидите через пару лет. Нам требуется некоторое время, чтобы сделать их».